# Willy Busch
Wilhelm Busch, noto come Willy Busch (4 gennaio 1907 – 4 marzo 1982), è stato un calciatore tedesco, di ruolo difensore.